# István Bárczy

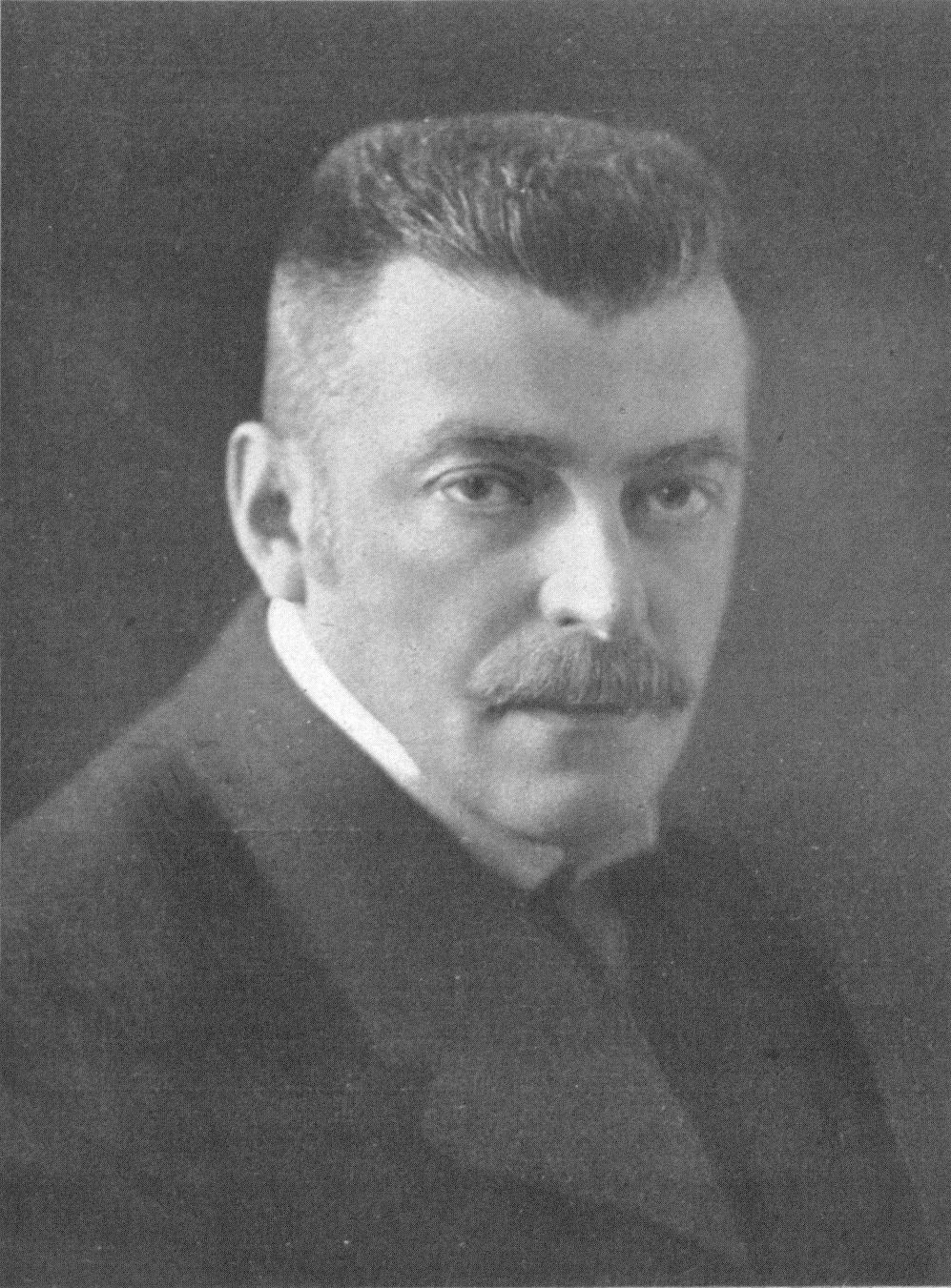
István Bárczy als Bürgermeister von Budapest (Sport & Salon, 18. Sept. 1915)

István Bárczy (* 3. Oktober 1866 in Pest, Kaisertum Österreich; † 1. Juni 1943 in Budapest) war ein ungarischer Politiker, Rechtsanwalt und Justizminister.

## Leben
Im Anschluss an die Wahlen 1906 wurde er am 19. Juni zum Budapester Bürgermeister gewählt und hatte das Amt bis 1918 inne. Unter seiner Führung wurde ein Programm für Stadtentwicklung entworfen und Schulen, Straßenbahnen, Wohnhäuser sowie weitere soziale und kulturelle Einrichtungen erbaut.
In dem vom Ersten Weltkrieg stark betroffenen Ungarn war er auch kurzzeitig als Ministerpräsident im Gespräch. Vom 24. November 1919 bis zum 15. März 1920 war er Justizminister Ungarns. 1920 bis 1931 war er zuerst für die Nationaldemokratische Bürgerpartei, dann für verschiedene freisinnige Verbände Mitglied im ungarischen Abgeordnetenhaus.